# 고창군의 향토문화유산
고창군의 향토문화유산은 「문화재보호법」 제2조제1항에 열거된 유형으로서 문화재로 지정되지 아니한 것 중 보존·보호·관리할 가치가 있는 유형·무형·기념물·민속자료 등의 문화유산을 말한다.

## 목록
| 번호 | 그림 | 명칭                                        | 소재지                          | 소유자 (관리단체)              | 지정                 | 비고 |
| ---- | ---- | ------------------------------------------- | ------------------------------- | ------------------------------ | -------------------- | ---- |
| 1호  |      | 최여겸 순교지 (崔汝謙 殉敎址)               | 고창군 공음면 석교리 186        | 고창군                         | 2004년 6월 8일 지정  |      |
| 2호  |      | 도산서당 (道山書堂)                         | 고창군 고창읍 도산1길 4         | 김경식                         | 2004년 6월 8일 지정  |      |
| 3호  |      | 도동사 (道東祠)                             | 고창군 신림면 가평리 566-1      | 고수원                         | 2004년 6월 8일 지정  |      |
| 4호  |      | 남당회맹단 (南塘會盟壇)                     | 고창군 흥덕면 용반리 460        | 평강채씨야수공파종중           | 2004년 6월 8일 지정  |      |
| 5호  |      | 화동서원 (華東書院)                         | 고창군 대산면 매산리 734-1      | 광산김씨 사은공파종중          | 2004년 6월 8일 지정  |      |
| 6호  |      | 석탄정 (石灘亭)                             | 고창군 고창읍 고창천길 174-10   | 고흥유씨석탄종중               | 2004년 6월 8일 지정  |      |
| 7호  |      | 도암서원 (道巖書院)                         | 고창군 공음면 칠암리 819        | 안동김씨통찬공파종중           | 2005년 6월 17일 지정 |      |
| 8호  |      | 양혜공 김빈길의 묘역 (襄惠公 金贇吉의 墓域) | 고창군 고수면 부곡리 567-2      | 고성김씨 고창파종중            | 2012년 4월 6일 지정  |      |
| 9호  |      | 남극관(南極觀)                              | 고창군 무장면 성내리 139        | 남극관                         | 2020년 6월 23일 지정 |      |
| 10호 |      | 두암초당(斗巖草堂)                          | 고창군 아산면 반암리 산126      | 변종혁 외 6인 (신화순)         | 2020년 6월 23일 지정 |      |
| 11호 |      | 칠암리 고분(七巖里 古墳)                    | 고창군 공음면 칠암리 산22, 산34 | 강대진, 표삼종 외 2인 (고창군) | 2020년 6월 23일 지정 |      |
| 12호 |      | 남산리 옹기가마 (南山里 甕器窯)             | 고창군 고수면 남산리 104-1      | 배용권                         | 2020년 6월 23일 지정 |      |
| 13호 |      | 소태산 연화삼매지 (少太山 蓮華三昧址)       | 고창군 심원면 연화리 산77-2     | 원불교 심원교당                | 2020년 6월 23일 지정 |      |
| 14호 |      | 완제시조창-정재선 (完制時調唱-鄭在善)       | 고창군 대산면 매산리 196-36     | 정재선                         | 2020년 6월 23일 지정 |      |

## 참고 문헌
- 고창군청 홈페이지 - 고시/공고